# الانتخابات التشريعية الهولندية 2017
جرت انتخابات عامة في هولندا يوم الأربعاء، 15 مارس 2017 لانتخاب جميع أعضاء مجلس النواب الذي يضم 150 عضوًا.
لفترة طويلة (2002–2012)، استقلال كل مجلس من الوزراء قبل أن يكمل فترة ولايته الكاملة التي مدتها أربع سنوات. وشهدت انتخابات عام 2012 تنافس حزب العمل وحزب الشعب للحرية والديمقراطية وجهًا لوجه لمنصب رئيس الوزراء، حيث جمعا ما يكفي من المقاعد في عملية تشكيل أغلبية مطلقة. وشكل رئيس الوزراء الحالي مارك روته حكومة ائتلافية مع حزب العمل، وأطاح بالنداء الديمقراطي المسيحي من الحكومة، بينما عاد حزب الحرية إلى المعارضة الكاملة. ونظرًا لأن مجلس وزراء روته الثاني لم يكن لديه أغلبية في مجلس الشيوخ، فقد اعتمد على دعم الديمقراطيون 66 و‌الاتحاد المسيحي والحزب السياسي الإصلاحي.
تعهدت أغلب القيادات السياسية في هولندا بتوحيد الصفوف لقطع الطريق أمام خيرت فيلدرز، ومنعه من الوصول إلى الحكم، حتى لو حصل على المرتبة الأولى أو الثانية في عدد المقاعد في البرلمان.
وأظهر النتائج الأولية واستطلاعات الرأي أن حزب الشعب من أجل الحرية والديمقراطية قد فقد بعض المقاعد، ولكنه احتفظ بمركزه كأكبر حزب في حين شهد حزب العمل خسارة كبيرة في حصة الأصوات والمقاعد، وفشل في الفوز ببلدية واحدة لأول مرة في تاريخ الحزب. وحقق حزب من أجل الحرية مكاسب معتدلة ليصل إلى المرتبة الثانية.